# Cape Vincent (Nueva York)
Cape Vincent es un pueblo ubicado en el condado de Jefferson, en el estado estadounidense de Nueva York. En el año 2000 tenía una población de 3345 habitantes y una densidad de 23 personas por km².

## Geografía
Cape Vincent se encuentra ubicado en las coordenadas 44°07′40″N 75°20′00″O / 44.12778, -75.33333.

## Demografía
Según la Oficina del Censo en 2000 los ingresos medios por hogar en la localidad eran de 37,330 $ y los ingresos medios por familia eran 43,558 $. Los hombres tenían unos ingresos medios de 42,361 $, frente a los 22,308 $ de las mujeres. La renta per cápita para la localidad era de 16,375 $. Alrededor del 12.3% de la población estaban por debajo del umbral de pobreza.